# پرسپه-رنه بلندلو
 پرسپه-رنه بلندلو (انگلیسی: Prosper-René Blondlot؛ زاده ۳ ژوئیهٔ ۱۸۴۹ درگذشته ۲۴ نوامبر ۱۹۳۰) یک فیزیک‌دان اهل فرانسه بود. 